# Impero bizantino durante la dinastia teodosiana
L'Impero romano d'Oriente fu governato dalla dinastia teodosiana dal 379, anno dell'incoronazione di Teodosio I, al 457, anno della morte di Marciano. Nel 395 avvenne la definitiva divisione dell'Impero romano, effettuata da Arcadio e Onorio; seppur non fosse la prima divisione dell'impero, lo stato non si sarebbe più unito. Il regno dei figli di Teodosio I contribuì pesantemente alla crisi che alla fine del V secolo portò alla fine al completo crollo del controllo romano in Occidente. 
L'Impero d'Oriente fu risparmiato da molte delle difficoltà incontrate dalla parte occidentale nel terzo e quarto secolo. I motivi si ritrovano in una cultura urbana più consolidata e con maggiori risorse finanziarie, che permisero all'impero di placare gli invasori assoldando mercenari stranieri. Durante tutto il V secolo, vari eserciti invasero la parte occidentale risparmiando quella orientale.

## Teodosio I, 379-395
Teodosio I ottenne il dominio delle province romane orientali da Graziano, della dinastia Valentiniana, che aveva ereditato l'intero impero dal predecessore Valente nel 378. Graziano avrebbe continuato a governare l'Impero romano d'Occidente fino al 383. Dopo la morte di Graziano e del successore Valentiniano II, Teodosio divenne l'ultimo imperatore a governare sia l'oriente che l'occidente, già governato dal 379, dal 392 al 395. 
Teodosio è ricordato per una serie di decreti che stabilivano il cristianesimo l'unica religione ufficiale dell'impero romano. Teodosio estinse le Vestali a Roma, vietò i riti pagani delle giochi olimpici e non punì né impedì la distruzione di antichi templi ellenistici, come il Tempio di Apollo a Delfi. 
Con la morte di Teodosio nel 395, l'impero romano fu diviso per un'ultima volta tra i suoi due figli: Arcadio, il figlio maggiore, ereditò l'Oriente con capitale Costantinopoli e Onorio ereditò l' Occidente. L'Impero non si sarebbe mai più riunito, anche se gli imperatori orientali, a partire da Zenone, avrebbero rivendicato il titolo di imperatore romano dopo la morte di Giulio Nepote nel 480.

## Arcadio, 395-408
Arcadio fu un sovrano debole le cui decisioni furono maggiormente prese dai suoi consiglieri, mentre si preoccupava di sembrare più un pio cristiano che un ottimo imperatore abile nelle questioni politiche e militari. Il suo consigliere Rufino scatenò una competizione con il consigliere occidentale di Onorio, il vandalo Stilicone, che avrebbe potuto farlo assassinare nel 395. Alcuni dei consiglieri successivi includono la moglie Elia Eudossiia, il patriarca Giovanni Crisostomo e il prefetto del pretorio Antemio.

## Teodosio II, 408-450
Teodosio II, a volte soprannominato "il Giovane", divenne imperatore orientale all'età di sette anni in seguito alla morte del padre Arcadio nel 408. Il prefetto del pretorio Antemio divenne sovrano de facto e fece concludere la costruzione delle mura teodosiane a Costantinopoli. 
La sorella maggiore di Teodosio Pulcheria fu proclamata Augusta e divenne reggente del fratello nel 414. Sebbene la reggenza terminò nel 416 e Teodosio divenne lui stesso Augusto, Pulcheria rimase molto influente nelle decisioni del fratello. Influenzato da Pulcheria e alimentato da un crescente interesse per il cristianesimo, Teodosio dichiarò guerra all'Impero sasanide poiché perseguitava i cristiani. Mentre gli Unni marciavano su Costantinopoli, Teodosio dovette accettare uno stallo. Le guerre con gli unni iniziavano con le invasioni dei barbari seguite da un pagamento imperiale per consentire altri anni di pace. 
La morte dell'imperatore occidentale Onorio nel 423 portò Teodosio a sostenere Valentiniano III alla carica di imperatore occidentale. Valentiniano divenne imperatore nel 425 e per rafforzare i legami tra Oriente e Occidente, Licinia Eudossia, figlia di Teodosio, fu promessa sposa a Valentiniano. 
Teodosio morì nel 450 a seguito di un incidente a cavallo e il successore fu Marciano, il marito della sorella Elia Pulcheria. 

## Marciano, 450-457
Marciano annullò molte delle decisioni volute da Teodosio II, in particolare i trattati con gli Unni e quelli sulle questioni religiose. I pagamenti tributari dell'impero ad Attila cessarono nel momento in cui il re barbaro era impegnato ad invadere l'Italia. Marciano corse in aiuto dell'impero occidentale attaccando accampamenti e città oltre le sponde del Danubio, vincendo in modo significativo le battaglie. Le azioni di Marciano, unite alla carestia in corso in Italia, costrinsero Attila a ritirarsi nelle pianure ungheresi dove sarebbe morto nel 453. Dopo la morte di Attila, Marciano avrebbe aperto le frontiere imperiali ai barbari integrandoli nell'impero come cittadini foederati. 
Il successore di Marciano fu Leone I, il primo imperatore della dinastia leoniana.